# Das Kind meiner Mutter
Das Kind meiner Mutter ist ein autobiografischer Roman von Florian Burkhardt über seine Kindheit und Jugend. Das Buch erschien am 25. April 2017 beim Wörterseh-Verlag. Es stieg auf Platz 12 in der Schweizer Bestsellerliste ein und erreichte ein breites Echo in der Schweizer Medienlandschaft.

## Inhalt
1973, Florian ist noch nicht geboren, verunglückt die Familie Burkhardt auf dem Weg zum Skifahren bei einem Überholmanöver auf eisiger Strasse. Das Auto schlittert in die Leitplanke, wird entzweigerissen und Florians Bruder Andreas überlebt den Unfall nicht. Florians Vater, von Schuldgefühlen geplagt, sucht und findet Halt in der Religion. Florians Mutter wird kurz darauf mit Florian schwanger. Schon bei der Geburt (1974) lastet eine schwere Bürde auf ihm. Er soll die Lücke schließen, die sein verstorbener Bruder hinterlassen hat.
Es folgt eine klassische Überfürsorge durch die Mutter, die vom Unfalltod eines ihrer Kinder traumatisiert ist. Florian wird als Prinz und Erlöser gefeiert. Die Mutter richtet den ganzen Fokus und all ihre Energie auf den neugeborenen Sohn. Aus Angst, erneut ein Kind zu verlieren, versucht die Mutter, Florian vor allen Einflüssen einer gefährlichen Welt zu beschützen. Fahrrad fahren, Radio hören, Fernsehen gucken sind verboten. Als 14-Jähriger spielt Florian immer noch mit kleineren Kindern, da die Mutter Angst hat, dass Gleichaltrige ihn zum Konsum von Alkohol oder anderen Drogen verführen könnten. Alles wird getan, damit Florian nichts zustossen kann.
Obwohl er die Kunstgewerbeschule besuchen will, landet Florian auf Drängen seiner Eltern in einem katholischen Jungeninternat, wo er zum Grundschullehrer ausgebildet werden soll. Fünf Jahre verbringt Florian dort, bis er, das Diplom in der Tasche, sich mit 21 Jahren eilig auf und davon macht und sein eigenes Leben beginnt – und jeglichen Kontakt zu den Eltern abbricht.
Florian konnte bis zu seinem Wegzug nie offen zu seiner Homosexualität stehen. Er sagt: «Ich komme aus einer anderen Zeit. Im Internat sollte man es melden, wenn man vermutete, dass jemand schwul sein könnte. Homosexualität war ein Tabuthema. Niemand war schwul.» Noch heute sagt sein Vater, dass für ihn die Homosexualität des Sohnes nicht mit dem christlichen Glauben vereinbar sei.
Florian war streng kontrolliert und überbehütet aufgewachsen und hatte bis zum Alter von 21 Jahren kaum Erfahrungen gesammelt. Seine Kindheit und Jugendzeit war ihm wie ein Leben im Käfig vorgekommen, stets überwacht und gelenkt von einer überfürsorglichen Mutter. «Wir waren nicht kompatibel», sagt er heute über sein erzkonservatives Elternhaus.
Der ältere Bruder, der den Unfall überlebt hatte, versuchte, die Dinge pragmatisch zu nehmen. Der katholische Vater kultivierte als Unfallverursacher einen Schuldkomplex. Die Ehe war kaputt. Das Trauma und die Schuldfrage waren wie ein Schleier über der Familie hängen geblieben.
Schon im Internat entdeckte Florian 1993 den neuen, exotischen Sport des Snowboardens. Ab diesem Zeitpunkt begann sein rasanter Aufstieg. Er wurde während seiner Ausbildung Profi. Als mehrfach gesponserter Snowboardfahrer wurde er als «neuer Wilder» gefeiert. Mit 19 Jahren gründete er mit »Board Generation« das erste Snowboard-Magazin, das schnell das auflagenstärkste Snowboard-Magazin im deutschsprachigen Europa wurde. Nach der Ausbildung zog er 1995 nach Graubünden, um sich ganz dem Snowboarden zu widmen. Doch in den Bergen wird es ihm bald zu eng. Er hat sich den nie erlaubten Fernseher gekauft, in dem er Hollywood für sich entdeckt, seine Koffer packt und die «enge Schweiz» Richtung Los Angeles verlässt.

## Entstehung
Die Idee zum Buch kam vom Berliner Literaturagenten Matthias Landwehr, nachdem er den Kinodokumentarfilm Electroboy über das Leben von Florian Burkhardt gesehen hatte. Auf die Frage, warum er das Buch tatsächlich geschrieben habe, antwortet Burkhardt: «Um meine Erfahrungen und Erlebnisse als Kind meiner Eltern selbst zu erzählen, nachdem sie schon so oft von aussen interpretiert wurden». Die Buchvernissage fand am 30. Mai 2017 im «Kaufleuten» in Zürich statt.

## Fortsetzung
Im Februar 2018 erschien bei Wörterseh unter dem Titel Das Gewicht der Freiheit wie angekündigt eine Fortsetzung des Romans.